# Guadalhorce (stacja kolejowa)
Guadalhorce (hiszp: Estación de Guadalhorce) – przystanek kolejowy w Maladze, w prowincji Malaga, we wspólnocie autonomicznej Andaluzja, w Hiszpanii. Znajduje się na linii C-1 Cercanías Málaga.
Ta stacja znajduje się w przemysłowej dzielnicy Guadalhorce w dzielnicy Churriana. Pierwotnie była to stacja składająca się z jednego peronu. Po zagłębieniu części linii z powodu budowy drugiego pasa startowego na lotnisku w Maladze dziś wybudowano stację podziemną, którą otwarto we wrześniu 2010.
| początek/kierunek     | < stacja      | Linia                                      | stacja >          | koniec/kierunek |
| --------------------- | ------------- | ------------------------------------------ | ----------------- | --------------- |
| Málaga-Centro-Alameda | Victoria Kent | Línea C-1 Málaga - Aeropuerto - Fuengirola | Málaga-Aeropuerto | Fuengirola      |